# La Panthère rose (série de films)
Pour les articles homonymes, voir La Panthère rose (homonymie).
 Pour plus de détails, voir Fiche technique et Distribution
La Panthère rose est une série de huit films réalisés entre 1963 et 1993 par Blake Edwards, et mettant en scène les aventures de l'inspecteur parisien Jacques Clouseau.

## Histoire
À l'origine, La Panthère rose est une comédie policière américaine de Blake Edwards (1963) mettant en vedette Peter Sellers et David Niven. La « Panthère rose » y désigne un diamant de couleur rose, objet de l'enquête de l'inspecteur parisien Jacques Clouseau.
Le générique du film a recours à un personnage animé, ayant la forme d'une panthère au pelage rose. Surpris et séduit par l'originalité et la drôlerie de cette ouverture associée au thème musical de Henry Mancini, le public l'applaudit pendant plusieurs minutes lors de la première[réf. nécessaire]. 
Le succès du film a été tel que le producteur, la Mirisch Company, a produit huit films, dont six avec Peter Sellers dans le rôle de l'inspecteur Clouseau :
- 1963 : La Panthère rose (The Pink Panther) de Blake Edwards avec  Peter Sellers.
- 1964 : Quand l'inspecteur s'emmêle (A Shot in the Dark) de Blake Edwards avec  Peter Sellers.
- 1975 : Le Retour de la Panthère rose (The Return of the Pink Panther) de Blake Edwards avec  Peter Sellers.
- 1976 : Quand la Panthère rose s'emmêle (The Pink Panther Strikes Again) de Blake Edwards avec  Peter Sellers.
- 1978 : La Malédiction de la Panthère rose (Revenge of the Pink Panther) de Blake Edwards avec  Peter Sellers.
- 1982 : À la recherche de la Panthère rose (Trail of the Pink Panther) de Blake Edwards. Sellers étant mort en 1980, le film utilise des séquences non montées du film de 1976.
- 1983 : L'Héritier de la Panthère rose (Curse of the Pink Panther) de Blake Edwards, suite directe du précédent, mais sans Clouseau.
- 1993 : Le Fils de la Panthère rose (Son of the Pink Panther) de Blake Edwards, avec Roberto Benigni dans le rôle du fils spirituel de Clouseau.

Le personnage de la Panthère rose, qui figure au générique des films, a été si apprécié du public qu'il est devenu le protagoniste d'une longue série de dessins animés.
En 2006, une nouvelle version a été réalisée avec Steve Martin dans le rôle de Clouseau : La Panthère rose (The Pink Panther) de Shawn Levy, suivi en 2009 de La Panthère rose 2 (The Pink Panther 2) de Harald Zwart.

## Fiche technique
Voir les articles détaillés ci-dessus.

## Personnages récurrents
|                  | La Panthère rose (1963) | Quand l'inspecteur s'emmêle (1964) | L'infaillible Inspecteur Clouseau(1968) | Le Retour de la panthère rose (1975) | Quand la panthère rose s'emmêle (1976) | La Malédiction de la panthère rose (1978) | À la recherche de la panthère rose (1982) | L'Héritier de la panthère rose (1983) | Le Fils de la panthère rose (1993) | La Panthère Rose(2006) | La Panthère Rose 2 (2009) |
| ---------------- | ----------------------- | ---------------------------------- | --------------------------------------- | ------------------------------------ | -------------------------------------- | ----------------------------------------- | ----------------------------------------- | ------------------------------------- | ---------------------------------- | ---------------------- | ------------------------- |
| Jacques Clouseau | Peter Sellers           | Peter Sellers                      | Alan Arkin                              | Peter Sellers                        | Peter Sellers                          | Peter Sellers                             | Peter Sellers                             | Roger Moore (caméo)                   |                                    | Steve Martin           | Steve Martin              |
| Charles Dreyfus  |                         | Herbert Lom                        |                                         | Herbert Lom                          | Herbert Lom                            | Herbert Lom                               | Herbert Lom                               | Herbert Lom                           | Herbert Lom                        | Kevin Kline            | John Cleese               |
| Cato Fong        | Burt Kwouk              |                                    | Burt Kwouk                              | Burt Kwouk                           | Burt Kwouk                             | Burt Kwouk                                | Burt Kwouk                                | Burt Kwouk                            |                                    |                        |                           |
| Simone Clouseau  | Capucine                | Moira Redmond                      |                                         |                                      |                                        |                                           | Capucine                                  | Capucine                              |                                    |                        |                           |
| Charles Lytton   | David Niven             |                                    |                                         | Christopher Plummer                  |                                        |                                           | David Niven                               | David Niven                           |                                    |                        |                           |
| George Lytton    | Robert Wagner           |                                    |                                         |                                      |                                        |                                           |                                           | Robert Wagner                         |                                    |                        |                           |
| François         |                         | André Maranne                      |                                         | André Maranne                        | André Maranne                          | André Maranne                             | André Maranne                             | André Maranne                         | Dermot Crowley                     |                        |                           |
| Maria Gambrelli  | Elke Sommer             |                                    |                                         |                                      |                                        |                                           |                                           | Claudia Cardinale                     |                                    |                        |                           |
| Hercule          | Graham Stark            |                                    |                                         |                                      |                                        | Graham Stark                              |                                           |                                       |                                    |                        |                           |
| Balls            |                         |                                    |                                         |                                      |                                        | Graham Stark                              | Harvey Korman                             | Harvey Korman                         | Graham Stark                       |                        |                           |
| Ponton           |                         |                                    |                                         |                                      |                                        |                                           |                                           |                                       |                                    | Jean Reno              | Jean Reno                 |
| Nicole           |                         |                                    |                                         |                                      |                                        |                                           |                                           |                                       |                                    | Emily Mortimer         | Emily Mortimer            |
| Bruno Langois    |                         |                                    |                                         |                                      |                                        | Robert Loggia                             | Robert Loggia                             | Robert Loggia                         |                                    |                        |                           |

## Autres adaptations
Une série d'animation, centrée sur le personnage du générique, est parallèlement lancée en 1969. Elle totalisera 124 épisodes en moins de dix ans (1969–1978). Ultérieurement, d'autres séries seront produites pour la télévision. Au total, plus de 300 courts métrages (et quelques émissions spéciales) auront été produits sur près de cinquante ans.

## Commentaire
Les titres des films font tous référence à un élément du premier film, le diamant, que l'on ne retrouve pas ou peu par la suite, mais qui établit la marque de fabrique de la série. Cela avait déjà été le cas dans les années 1930 avec la série qui exploita le succès de L'Introuvable (The Thin Man) de W. S. Van Dyke, où l'introuvable, objet des recherches du couple de héros détectives, était retrouvé et n'apparaissait plus dans les enquêtes suivantes du même couple.